# أنانيفو
أنانيفو ((بالروسية: Ананьево)‏; (بالقيرغيزية: Ананьев)‏) هي قرية في إقليم إيسك كول في قرغيزستان. بلغ عدد سكانها حوالي (7,901) نسمة عام 2009.  تقع على الطريق السريع A363 على الشاطئ الشمالي لبحيرة إيسيك كول، المدينة التالية إلى الغرب هي سميونوفكا وإلى الشرق توب. تأسّست في عام 1871 كمستوطنة تحمل اسم سازونوفكا وما زال يقطنها عدد كبير من السكان الروس. في عام 1942 ، تمت إعادة تسمية القرية إلى نيكولاي ياكوفليفيتش أناناييف، الذي وُلد في سازونوفكا في عام 1912. يوجد كنيسة ومسجد في القرية.

## التاريخ
موقع دفن القديس ماثيو معروف على شاطئ إيسيك كول بالقرب من أنانيفو.
أسطورة القديس ماثيو ملاحظة: بحاجة إلى المزيد من المصادر، ولم أتمكن من إيجاد العديد من الأماكن على الخريطة. وفقا ل لورانس ميتشل، "قيرغيزستان"، عام 2008، هناك أسطورة تقول أن القديس ماثيو كان قد توفي ودُفن على شواطئ إيسيك كول أثناء رحلة إلى الهند. في القرن الرابع أو الخامس أسّس الرهبان الأرمن ديرًا هناك (تم تأسيس ما يصل إلى ثمانية أديرة في وقت لاحق). وهي تقع في سفيتلي مايس ('الرأس المشرق')، على بعد 48 كم من كاراكول، جنوب قرية أك-بولونغ (بيلوفودسك سابقا) في شبه منطقة زاياتشي في الركن الشمالي الشرقي من إيسيك كول. تأسس دير أرثوذكسي روسي هنا في عام 1888. وتم تعطيل هذا الدير من قبل المتمردين عام 1916 ولم ينجو سوى راهبين إثنين. واحد منهم هرب إلى أنييفو. بنى له القرويون بعد الثورة زنزانة سرية حيث توفي في عام 1937.